# Atlético Venezuela Club de Fútbol (femenino)
El Atlético Venezuela Club de Fútbol (femenino) es un equipo de fútbol profesional Venezolano a nivel femenino, se encuentra ubicado en Caracas, Distrito Capital (Venezuela) y actualmente participa en la Superliga Femenina Fútbol (Venezuela), liga equivalente a la máxima división del fútbol femenino en Venezuela.

## Historia
Atlético Venezuela Club de Fútbol (femenino)

## Uniforme
Atlético Venezuela Club de Fútbol (femenino)
- Uniforme titular: camiseta , pantalón , medias .
- Uniforme alternativo: camiseta , pantalón , .

### Indumentaria y patrocinador
| Periodo         | Proveedor |
| --------------- | --------- |
| 2017 - presente | Adidas    |

| Periodo           | Patrocinador     |
| ----------------- | ---------------- |
| 2017 - actualidad | Sin patrocinador |

## Actual Directiva 2016
| Cargo             | Nombre |
| ----------------- | ------ |
| Presidente        | ?      |
| Director Técnico  | ?      |
| Asistente Técnico | ?      |
| Preparador Físico | ?      |
| Utilero           | ?      |
| Fisio Terapeuta   | ?      |

## Palmarés
- Liga Nacional de Fútbol Femenino de Venezuela (0):

- Copa Venezuela de Fútbol Femenino (0):